# Giovanni Maria Flick

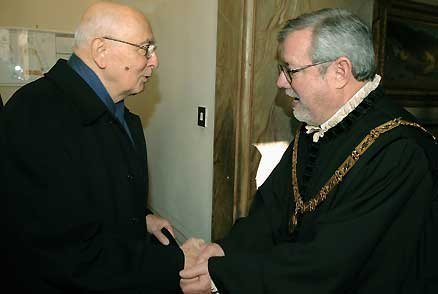
Giovanni Maria Flick (rechts) mit Staatspräsident Giorgio Napolitano

Giovanni Maria Flick (* 7. November 1940 in Cirié) ist ein italienischer Jurist und Politiker.
1962 beendete Flick sein Studium der Rechtswissenschaften an der Università Cattolica del Sacro Cuore in Mailand. Flick war, bevor er 2000 zum Verfassungsrichter ernannt wurde, seit 1980 ordentlicher Professor für Strafrecht an der LUISS Guido Carli in Rom sowie Justizminister im ersten Kabinett Romano Prodis.
Vom 14. November 2008 bis zum 18. Februar 2009 war er Präsident des italienischen Verfassungsgerichtes. Zuvor war er unter seinem Amtsvorgänger Franco Bile bereits Vizepräsident des Gerichtes gewesen.